# Halparuntijas III
Halparuntijas III (w źródłach asyryjskich Qalparunda) – władca nowohetyckiego królestwa Gurgum, syn Palalamy, współczesny asyryjskiemu królowi Adad-nirari III (810-783 p.n.e.). Do naszych czasów zachował się monumentalny posąg lwa z wyrytą na nim inskrypcją Halparuntijasa III. Inskrypcja ta, zapisana w luwijskich hieroglifach, podaje jego genealogię. Halparuntijas III najprawdopodobniej dołączył do antyasyryjskiej koalicji królestw syryjskich, której przywódcą był Attar-szumki, król Bit-Agusi. Wojska koalicji poniosły klęskę w bitwie z wojskami Adad-nirari III, który zmusił pokonanego Halparuntijasa III do zrzeczenia się części ziem Gurgum na rzecz sąsiedniego królestwa Kummuh. 